# Botija (község)
Botija egy község Spanyolországban, Cáceres tartományban. Botija Cáceres, Plasenzuela, Salvatierra de Santiago, Benquerencia de la Serena, Valdefuentes és Torremocha községekkel határos. Lakosainak száma 188 fő (2024).

## Népesség
A település népessége az elmúlt években az alábbi módon változott:
| Lakosok száma | 171  | 153  | 186  | 199  | 214  | 188  | 185  | 175  | 187  | 188  |
|               | 2001 | 2004 | 2006 | 2009 | 2011 | 2014 | 2016 | 2019 | 2021 | 2024 |